# Mikel Roteta Lopetegi
Mikel Roteta Lopetegi (Sant Sebastià, 16 de gener de 1970) és un exfutbolista basc, que ocupava la posició de defensa.

## Trajectòria
Sorgeix del planter de la Reial Societat. Amb els donostiarres, arriba a debutar en primera divisió a la campanya 90/91, jugant tres partits. El 1991 el fitxa el FC Barcelona per militar al seu filial, llavors en Segona Divisió. Roteta passa tres anys al Barça B, tot i que només destaca la primera.
L'estiu de 1994 recala al FC Cartagena, el primer d'un seguit de clubs de Segona B, com el Real Jaén (95/97) i el Màlaga CF. Amb els mal·lacitans aconsegueix pujar a Segona Divisió, i el 1999, un nou ascens a la màxima categoria. En aquesta segona etapa en Primera, el defensa basc és peça clau dels andalusos, tant en lliga com en competicions europees. De fet, marca el gol decisiu que li dona al seu equip la Intertoto del 2002.
Posteriorment militaria al Reial Múrcia CF (03/04) i Xerez CD (04/05) abans de penjar les botes.